# ITF Dubai
Das ITF Dubai (offiziell: Al Habtoor Tennis Challenge) ist ein Tennisturnier des ITF Women’s Circuit, das in Dubai, Vereinigte Arabische Emirate ausgetragen wird.

## Siegerliste

### Einzel
| Jahr                                 | Siegerin                | Finalgegnerin           | Ergebnis       |
| ------------------------------------ | ----------------------- | ----------------------- | -------------- |
| ↓ Kategorie: $25.000 ↓               |                         |                         |                |
| 1998                                 | Kyra Nagy               | Irina Seljutina         | 6:4, 6:1       |
| ↓ Kategorie: $75.000 ↓               |                         |                         |                |
| 1999                                 | Katarina Srebotnik      | Anne Kremer             | 6:1, 6:1       |
| 2000                                 | Adriana Gerši           | Tathiana Garbin         | 6:4, 6:3       |
| ↓ Kategorie: $75.000+H ↓             |                         |                         |                |
| 2001                                 | Eleni Daniilidou        | Anikó Kapros            | 6:4, 6:4       |
| 2002                                 | Angelique Widjaja       | Shinobu Asagoe          | 7:5, 6:2       |
| 2003                                 | Jelena Janković         | Henrieta Nagyová        | 6:2, 7:5       |
| 2004 wurde kein Turnier ausgetragen! |                         |                         |                |
| 2005                                 | Marion Bartoli          | Kaia Kanepi             | 6:2, 6:0       |
| ↓ Kategorie: $75.000 ↓               |                         |                         |                |
| 2006                                 | Kateryna Bondarenko     | Kazjaryna Dsehalewitsch | 6:1, 6:3       |
| 2007                                 | Marija Kirilenko        | Jewgenija Rodina        | 7:5, 6:2       |
| 2008                                 | Witalija Djatschenko    | Urszula Radwańska       | 7:5, 2:6, 7:5  |
| 2009                                 | Regina Kulikowa         | Sandra Záhlavová        | 7:66, 6:3      |
| 2010                                 | Sania Mirza             | Bojana Jovanovski       | 4:6, 6:3, 6:0  |
| 2011                                 | Noppawan Lertcheewakarn | Kristina Mladenovic     | 7:5, 6:4       |
| 2012                                 | Kimiko Date-Krumm       | Julija Putinzewa        | 6:1, 3:6, 6:4  |
| 2013                                 | Jana Čepelová           | Maria Elena Camerin     | 6:1, 6:2       |
| 2014                                 | Alexandra Dulgheru      | Kimiko Date-Krumm       | 6:3, 6:4       |
| 2015                                 | Çağla Büyükakçay        | Klára Koukalová         | 6:74, 6:4, 6:4 |
| ↓ Kategorie: $100.000+H ↓            |                         |                         |                |
| 2016                                 | Hsieh Su-wei            | Natalja Wichljanzewa    | 6:2, 6:2       |
| 2017                                 | Belinda Bencic          | Ajla Tomljanović        | 6:4, Aufgabe   |
| 2018                                 | Peng Shuai              | Viktória Kužmová        | 6:3, 6:0       |
| 2019                                 | Ana Bogdan              | Darija Snihur           | 6:1, 6:2       |
| 2020                                 | Sorana Cîrstea          | Kateřina Siniaková      | 4:6, 6:3, 6:3  |
| 2021                                 | Darija Snihur           | Kristína Kučová         | 6:3, 6:0       |

### Doppel
| Jahr                                 | Siegerinnen                            | Finalgegnerinnen                          | Ergebnis          |
| ------------------------------------ | -------------------------------------- | ----------------------------------------- | ----------------- |
| ↓ Kategorie: $25.000 ↓               |                                        |                                           |                   |
| 1998                                 | Wynne Prakusya Benjamas Sangaram       | Petra Gáspár Ludmila Varmužová            | 7:61, 1:6, 6:3    |
| ↓ Kategorie: $75.000 ↓               |                                        |                                           |                   |
| 1999                                 | Åsa Carlsson Laurence Courtois         | Laura Golarsa Irina Seljutina             | 6:3, 6:75, 6:0    |
| 2000                                 | Tathiana Garbin Katalin Marosi-Aracama | Angelika Bachmann Tina Križan             | 7:65, 6:3         |
| ↓ Kategorie: $75.000+H ↓             |                                        |                                           |                   |
| 2001                                 | Laurence Courtois Seda Noorlander      | Caroline Dhenin Katalin Marosi-Aracama    | 6:3, 6:0          |
| 2002                                 | Kirstin Freye Seda Noorlander          | Bahia Mouhtassine Angelique Widjaja       | 6:2, 6:4          |
| 2003                                 | Zsófia Gubacsi Kyra Nagy               | Flavia Pennetta Adriana Serra Zanetti     | 2:6, 6:2, 6:2     |
| 2004 wurde kein Turnier ausgetragen! |                                        |                                           |                   |
| 2005                                 | Gabriela Navrátilová Hana Šromová      | Jekaterina Makarowa Olga Panova           | 7:5, 6:4          |
| ↓ Kategorie: $75.000 ↓               |                                        |                                           |                   |
| 2006                                 | Mervana Jugić-Salkić Jelena Kostanić   | Kateryna Bondarenko Walerija Bondarenko   | 6:3, 6:0          |
| 2007                                 | Marina Eraković Monica Niculescu       | Juliana Fedak Anna Lapuschtschenkowa      | 7:61, 6:4         |
| 2008                                 | Irena Pavlovic Maša Zec Peškirič       | Jelena Tschalowa Walerija Sawinych        | 7:66, 3:6, [10:3] |
| 2009                                 | Julia Görges Oksana Kalaschnikowa      | Vladimíra Uhlířová Renata Voráčová        | 4:6, 6:2, [10:8]  |
| 2010                                 | Julia Görges Petra Martić              | Sania Mirza Vladimíra Uhlířová            | 6:4, 7:67         |
| 2011                                 | Nina Brattschikowa Darija Jurak        | Oqgul Omonmurodova Alexandra Dulgheru     | 6:4, 3:6, [10:6]  |
| 2012                                 | Maria Elena Camerin Wera Duschewina    | Eva Hrdinová Karolína Plíšková            | 7:5, 6:3          |
| 2013                                 | Witalija Djatschenko Olha Sawtschuk    | Ljudmyla Kitschenok Nadija Kitschenok     | 7:5, 6:1          |
| 2014                                 | Witalija Djatschenko Alexandra Panowa  | Ljudmyla Kitschenok Olha Sawtschuk        | 3:6, 6:2, [10:4]  |
| 2015                                 | Çağla Büyükakçay Maria Sakkari         | Elise Mertens İpek Soylu                  | 7:66, 6:4         |
| ↓ Kategorie: $100.000+H ↓            |                                        |                                           |                   |
| 2016                                 | Mandy Minella Nina Stojanović          | Hsieh Su-wei Walerija Sawinych            | 6:3, 3:6, [10:4]  |
| 2017                                 | Mihaela Buzărnescu Alena Fomina        | Lesley Kerkhove Lidsija Marosawa          | 6:4, 6:3          |
| 2018                                 | Alexa Fomina Walentina Iwachnenko      | Réka Luca Jani Cornelia Lister            | 7:5, 6:2          |
| 2019                                 | Lucie Hradecká Andreja Klepač          | Georgina García Pérez Sara Sorribes Tormo | 7:5, 3:6, [10:8]  |
| 2020                                 | Ekaterine Gorgodse Ankita Raina        | Aliona Bolsova Zadoinov Kaja Juvan        | 6:4, 3:6, [10:6]  |
| 2021                                 | Anna Danilina Viktória Kužmová         | Angelina Gabujewa Anastassija Sacharowa   | 4:6, 6:3, [10:2]  |

## Quelle
- ITF Homepage